# Rhus wilsonii
Rhus wilsonii là một loài thực vật có hoa trong họ Đào lộn hột. Loài này được Hemsl. miêu tả khoa học đầu tiên năm 1906.